# La mujer perfecta (canción)
«La mujer perfecta» es una canción, perteneciente a la banda argentina de rock, Bersuit Vergarabat. Es el noveno tema, que forma parte del tercer disco de la banda; el álbum conceptual llamado Don Leopardo, editado en el año 1996.
Esta canción se caracteriza por ser una improvisación colectiva, de estilo Spoken word (palabra hablada), de doce minutos de duración, que relata en primera persona, un amor no correspondido hacía una mujer, a la que le pregunta si es mujer, a lo que responde que no,  que es "croata". La letra es en si, absurda y mientras más avanza la letra se pone cada vez más oscura y violenta. En las ocasiones en que la banda interpretaba el tema en vivo, la historia relatada por Cordera solía ser siempre diferente.